# José Teixeira (Politiker)

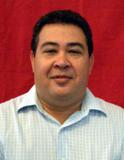
José Augusto Fernandes Teixeira

José Augusto Fernandes Teixeira (* 20. Dezember 1964 in Dili, Portugiesisch-Timor) ist ein Politiker aus Osttimor.

## Leben
Im Alter von 12 Jahren kam Teixeira nach Australien und wuchs in Sydney, im Stadtteil Cabramatta auf. Er studierte an der University of Queensland (Bachelor of Law) und der University of New England (Bachelor of Arts – Politics and Economic History) und arbeitete als Anwalt in Brisbane. Neben seiner osttimoresischen Staatsbürgerschaft hat er auch die australische.
Ab August 2000 lebte Teixeira wieder in Dili und arbeitete für die Übergangsregierung unter der UN-Verwaltung. Mit der Unabhängigkeit Osttimors wurde er im Jahr 2002 Staatssekretär für Tourismus, Umwelt und Investitionen beim Ministerium für Entwicklung und Umwelt. Am 26. Juli 2005 wurde das Kabinett umgebildet und Teixeira erhielt den neuen Posten des Vizeministers für natürliche Ressourcen, Mineralien und Energiepolitik. Nach dem Rücktritt von Premierminister Marí Alkatiri und der Vereidigung seines Nachfolgers José Ramos-Horta wurde Teixeira befördert zum Minister für Natürliche Ressourcen, Mineralien und Energie. Das Amt behielt Teixeira auch unter Premierminister Estanislau da Silva, bis dieser nach den Parlamentswahlen in Osttimor 2007 am 8. August 2007 von Xanana Gusmão als Premierminister abgelöst wurde. Gusmão übernahm das Ministerium selbst. Teixeira wurde bei den Parlamentswahlen für die FRETILIN als Abgeordneter in das Nationalparlament gewählt. Bei den Parlamentswahlen 2012 stand Teixeira nicht mehr auf der Wahlliste.
Teixeira ist auch Mitglied des Nationalen Zentralkomitees (seit September 2011) und des Nationalen Politischen Komitees der FRETILIN (seit September 2007) und Parteisprecher.